# 세나파티
세나파티(산스크리트어: सेनापति)는 산스크리트어로 군대를 의미하는 "세나"와 주인을 의미하는 "파티"가 결합된 단어로, 오늘날의 지휘관 또는 장군에 해당하는 고대 인도의 군사 계급 칭호이다.
또한 마라타 제국에서는 세나파티가 귀족의 세습적 칭호로도 사용되었는데, 전시 상황 동안 전체 마라타 부대를 통솔하는 총사령관직에 해당하는 사다르 세나파티(Sardar Senapati) 또는 사르세나파티(구어로 사르나우바트라고도 함)는 전투에서 여러 사다르의 명령을 조정하는 역할을 하였다.
법정추정상속인에 해당하는 황태자 및 기타 세습공 아래에 위치한 세나파티는 그 계급과 기능면에서 영국 공작 및 독일 공작과 매우 유사한 칭호이며, 때로는 최상위 세나파티직으로 유럽의 대공이나 동아시아의 대장군직에 해당하는 마하세나파티(산스크리트어: महासेनापति)라는 칭호가 부여되기도 하였다.
사다르와 달리 세나파티는 장남에게 이어지는 원시 세습적 칭호이며, 오늘날 고르파데(Ghorpade) 및 다브하데(Dabhade) 가족을 포함한 여러 세나파티 왕족들이 현존하고 있다.
고대 필리핀에서는 서기 900년경 라구나 동판 비문에 언급된 팔리아흐의 주 장관 자야데와로 대표되는 톤도 왕국의 총사령관직인 상그 파메가트 세나파티 디 툰둔이라는 칭호를 사용하였다.
인도네시아에서도  "장군" 또는 "군사령관"을 지칭하는 자바어 용어로 세나파티가 사용되었는데, 예를 들어 "전투의 장군"을 의미하는 세나파티 잉 알라가(Senapati ing Alaga)는 16세기 타람 술탄국을 건국한 수타위자야의 칭호로 사용되었다.

## 같이 보기
- 장군
- 프라단 세나파티
- 사르다르